# Fabronia gymnostoma
Fabronia gymnostoma är en bladmossart som beskrevs av Sullivant och Lesquereux 1856. Fabronia gymnostoma ingår i släktet Fabronia och familjen Fabroniaceae. Inga underarter finns listade i Catalogue of Life.